# Alkoholoxidation
Die Alkoholoxidation ist eine Oxidation in der organischen Chemie, bei der Alkohole beispielsweise zu Aldehyden, Ketonen und Carbonsäuren umgewandelt werden. Die Oxidationsstufe des Kohlenstoffes, der vorher mit einer Hydroxygruppe substituiert war, wird hierbei erhöht. Die Oxidation kann durch eine Vielzahl an Oxidationsmitteln vermittelt werden.
Theoretisch ist der einfachste Weg einen Alkohol zu oxidieren die Verwendung von atomarem Sauerstoff unter Freisetzung von Wasser. In der Praxis sind Sauerstoffatome jedoch nicht verfügbar, die obige Reaktionsgleichung bildet somit nur ein Konzept ab. Die meisten Oxidationen werden durch Reagenzien wie aktiviertem Dimethylsulfoxid und hypervalenten Iodverbindungen durchgeführt. Durch verschiedene Mechanismen wird ein primärer Alkohol in einen Aldehyd oder ein sekundärer Alkohol in ein Keton umgewandelt. Die Oxidation primärer Alkohole zu Carbonsäuren erfolgt in der Regel über einen Aldehyd als Zwischenstufe.

## Keton- und Aldehydbildung
Viele Reagenzien oxidieren sekundäre Alkohole zu Ketonen und primäre Alkohole zu Aldehyden. Allylische und benzylische Alkohole bilden hier Sonderfälle. Aldehyde neigen dazu, zu Carbonsäuren weiteroxidiert zu werden.

### Chrom(VI) Reagenzien
Chrom(VI)-Reagenzien werden häufig für diese Oxidationen verwendet. Das erste solche Reagenz war das Jones-Reagenz, Chromtrioxid in Schwefelsäure.
Eine Gruppe der Chrom(VI)-Reagenzien verwendet den Pyridinkomplex des Chromtrioxids CrO3(Pyridin)2.
- Sarett-Reagenz: eine Lösung von CrO3(Pyridin)2 in Pyridin. Verwendet für die Oxidation primärer und sekundärer Alkohole zu Aldehyden bzw. Ketonen.
- Collins-Reagenz: eine Lösung von CrO3(Pyridin)2 in Dichlormethan. Auch als Ratcliffe-Reagenz bezeichnet, wenn Chromtrioxid und Pyridin in entsprechendem stöchiometrischem Verhältnis zu wasserfreiem Dichlormethan gegeben werden.[3]

Eine weitere Familie der Chrom(VI)-Reagenzien sind Salze mit dem Pyridiniumkation (C5H5NH+).
- Cornforth-Reagenz: Pyridiniumdichromat, das Pyridiniumsalz der Dichromsäure.
- Corey-Reagenz: Pyridiniumchlorochromat, hergestellt durch Reaktion von Pyridin mit Chromtrioxid und Salzsäure.

Ob bei der Oxidation primärer Alkohole als Produkte Aldehyde oder Carbonsäuren erhalten werden, hängt maßgeblich von der An- oder Abwesenheit von Wasser ab, da die in Gegenwart von Wasser entstehenden Aldehydhydrate Intermediate für die weitere Oxidation zu Carbonsäuren sind. Da bei der Jones-Oxidation wässrige Schwefelsäure verwendet wird, ist die beispielsweise kaum zur Herstellung von Aldehyden geeignet. Allen diesen Reagenzien ist gemein, dass sie auf Basis von Chromtrioxid funktionieren, welches hochtoxisch, krebserzeugend und mutagen ist.

### Hypervalente Iodverbindungen
Hypervalente Iodverbindungen sind Reagenzien, in denen Iodatome in hohen Oxidationsstufen vorliegen. Solche Verbindungen sind meist instabil und nicht in organischen Lösungsmitteln löslich. Das erste Reagenz dieser Art, das für die Alkoholoxidation verwendet wurde, weil es diese Nachteile nicht hatte, war das Dess-Martin-Periodinan. Das Dess–Martin–Periodinan ist ein mildes Oxidationsmittel für die Umwandlung von Alkoholen zu Aldehyden oder Ketonen. Die Reaktion wird unter Normalbedingungen meistens in Dichlormethan durchgeführt. Meist dauert die Reaktion zwischen einer halben und zwei Stunden. Das Produkt wird anschließend vom verbrauchten Periodinan abgetrennt. Inzwischen werden weitere hypervalente Iodreagenzien eingesetzt. Ein Beispiel ist die Iodoxybenzoesäure (IBX). IBX war schon im 19. Jahrhundert bekannt, allerdings wurde erst in jüngerer Vergangenheit entdeckt, dass es sich gut als Reagenz für Alkoholoxidationen eignet, wenn Dimethylsulfoxid (DMSO) als Lösungsmittel verwendet wird.

### Oxidationen mit aktiviertem DMSO
Dimethylsulfoxid (DMSO) kann mit diversen Reagenzien zu einem Sulfonium-Ylid aktiviert werden, welches Alkohole zu Aldehyden und Ketonen oxidieren kann. Die erste Reaktion dieser Art war die Pfitzner-Moffatt-Oxidation, bei der DMSO durch Dicyclohexylcarbodiimid (DCC) aktiviert wird. Später wurden viele weitere Methoden entwickelt, bei denen das DCC durch andere Aktivierungsreagenzien ersetzt wurde. Die bekannteste Variante ist die Swern-Oxidation, bei der DMSO mit Oxalylchlorid aktiviert wird. Die Reaktion ermöglicht in den meisten Situationen gute Ausbeuten. Das eigentliche Oxidationsmittel, Chlordimethylsulfoniumchlorid, entsteht durch Reaktion von DMSO mit Oxalylchlorid, wobei Kohlenstoffmonoxid und Kohlenstoffdioxid entstehen. Dann wird der zu oxidierende Alkohol zugegeben und später mit einer Base, meist Triethylamin, aufgearbeitet. Als Nebenprodukte fallen noch Dimethylsulfid und das Hydrochlorid der Base an. 

### Oppenauer-Oxidation
Bei der Oppenauer-Oxidation wird ein Alkohol mit einem Aluminiumalkoholat und einem Überschuss an Aceton oxidiert. Es handelt sich hierbei um die Umkehrreaktion zur Meerwein-Ponndorf-Verley-Reduktion.

### Weitere Methoden
Die Ley-Oxidation verwendet N-Methylmorpholin-N-oxid (NMO) als stöchiometrisches Reagenz mit Tetrapropylammoniumperruthenat (TPAP) als Katalysator. Die Fétizon-Oxidation verwendet Silbercarbonat auf Kieselgur als Oxidationsmittel. Das Fétizon-Reagenz funktioniert hierbei durch Einelektronentransfer auf die Silberkationen.
Des Weiteren ist es möglich, sekundäre Alkohole in Anwesenheit primärer Alkohole mit Natriumhypochlorit in Aceton selektiv zu oxidieren. Lösliche Übergangsmetallkomplexe katalysieren die Alkoholoxidation in der Gegenwart von molekularem Sauerstoff oder anderen Oxidationsmitteln.

## Oxidation von Diolen
1,2-Diole untergehen einer oxidativen Spaltung der Kohlenstoff-Kohlenstoff-Bindung bei Verwendung bestimmter Oxidationsmittel wie Natriumperiodat, Diacetoxyiodbenzol oder Blei(IV)-acetat. Diese Reaktion, bei der zwei Carbonylgruppen gebildet werden, ist auch als Glycolspaltung bekannt.

## Oxidation primärer Alkohole zu Carbonsäuren
Wenn ein primärer Alkohol zu einer Carbonsäure umgewandelt wird, vergrößert sich die Oxidationsstufe des terminalen Kohlenstoffes um vier. Diese Oxidation kann durch eine Vielzahl an Reagenzien herbeigeführt werden. Aldehyde werden leicht durch Chrom(VI)- und Mangan(VII)-Reagenzien zu Carbonsäuren oxidiert.

### Kaliumpermanganat
Kaliumpermanganat oxidiert primäre Alkohole sehr effizient zu Carbonsäuren. Diese Reaktion, die zuerst durch Fournier detailliert beschrieben wurde, wird typischerweise durch Hinzufügen von Kaliumpermanganat zu einer Lösung oder Suspension des Alkohols in einer wässrig alkalischen Lösung durchgeführt. Damit die Reaktion effizient ablaufen kann, muss sich der Alkohol zumindest teilweise lösen können. Die Löslichkeit kann durch die Zugabe von organischen Lösungsmitteln wie Dioxan, Pyridin, Aceton oder tert-Butanol verbessert werden. Kaliumpermanganat reagiert mit vielen funktionellen Gruppen. Unter anderem reagiert es mit sekundären Alkoholen, 1,2-Diolen, Aldehyden, Alkenen, Oximen, Sulfiden und Thiolen, was eine niedrige Selektivität zur Folge hat.

### Jones-Oxidation
Das sogenannte Jones-Reagenz wird durch lösen von Chromtrioxid in Schwefelsäure, meist in Anwesenheit von Aceton hergestellt. Die Reaktion oxidiert Alkohole zu Carbonsäuren und liefert oftmals große Mengen Ester. Ebenfalls wurden Reaktionen beschrieben, bei denen das Jones-Reagenz in katalytischer Menge und Periodsäure im Überschuss eingesetzt wurden.

### Zweistufige Oxidation von Alkoholen zu Säuren über einen isolierten Aldehyden
Da die meisten der vorher genannten Reaktionen nur unter extremen Bedingungen und mit hochreaktiven Reagenzien ablaufen, sind sie für viele Reaktionen in der organischen Chemie nicht geeignet, da sie nicht mit üblichen Schutzgruppen kompatibel sind. Organische Chemiker verwenden deshalb häufig eine zweistufige Oxidation, bei der der Aldehyd isoliert und anschließend weiteroxidiert wird. Diese Sequenzierung wird häufig in der Naturstoffsynthese, wie bei der Synthese von Platencin, verwendet.

### Weitere Methoden und Umlagerungen
Die Verwendung von Chloriten als Oxidationsmittel in Verbindung mit Hypochloriten und TEMPO erzeugt Carbonsäuren ohne chlorierte Nebenprodukte. Die Reaktion wird in der Regel als Eintopfreaktion durchgeführt: Partielle Oxidation wird durch TEMPO und Hypochlorit herbeigeführt, dann wird Chlorit hinzugefügt um die Oxidation zu vervollständigen. Es wird nur die Oxidation primärer Alkohole beobachtet. In Verbindung mit der Sharpless-Dihydroxylierung kann diese Methode zur Synthese enantiomerenreiner α-Hydroxycarbonsäuren verwendet werden.